# Pszczołojad ciemny
Pszczołojad ciemny (Henicopernis infuscatus) – gatunek ptaka drapieżnego z rodziny jastrzębiowatych (Accipitridae). Jest on endemitem, żyje na Nowej Brytanii i sąsiedniej wysepce Lolobau. Słabo poznany gatunek, narażony na wyginięcie.
SystematykaNie wyróżnia się podgatunków. Blisko spokrewniony z pszczołojadem długosternym (H. longicauda), za którego podgatunek był przez niektórych autorów uznawany.
MorfologiaDługość ciała około 50 cm. Niemalże w całości jest czarny, poza białymi pasami na piórach skrzydeł i ogona.
Ekologia i zachowaniePreferuje pierwotne środowisko leśne, niewiele stwierdzeń z lasów zdegradowanych, w tym poddawanych wycince. Spotykany jest do wysokości 1300 m n.p.m.
Zwyczaje żywieniowe słabo poznane, prawdopodobnie tak jak pszczołojad długosterny żywi się ptakami i ich jajami, jaszczurkami i owadami.
StatusMiędzynarodowa Unia Ochrony Przyrody (IUCN) uznaje pszczołojada ciemnego za gatunek narażony (VU – vulnerable) nieprzerwanie od 2000 roku. Liczebność populacji szacuje się na 6–15 tysięcy dorosłych osobników. Trend liczebności populacji uznaje się za spadkowy.